# Marios Bellas
Marios Bellas ('s-Gravenhage, 1994) is een Grieks-Nederlandse rapper, performer en regisseur. Hij werkt op het snijvlak van muziek, theater en ritueel. Bellas woont sinds 2016 in Brussel en is actief in België, Nederland en daarbuiten.

## Biografie
Opleiding: Regie aan het RITCS (Royal Institute for Theatre, Cinema & Sound), Brussel – afgestudeerd in 2021.
Na zijn afstuderen speelde Marios Bellas o.a. mee in Halleluja (Fleur Khani/detheatermaker), en Extreme/Malecane (Theatre National Bruxelles)/Paola Pisciottano).
Daarna zet hij zijn eerste stappen richting meer autonome, rituele en muzikaal gedreven performances. 
Sinds 2022 maakt hij deel uit van de vaste kern van SOCHA, een intersectioneel artistiek netwerk opgericht door Junior Mthombeni en Tom Kestens dat zich richt op hybride vormen van theater, muziek, dans en beeldende kunst. Met SOCHA werkte Bellas mee aan de 'ON FIRE'-reeks in theater arsenaal.
In Hannibal (2024, KVS), een grootschalige muziektheaterproductie van Junior Mthombeni en Michael De Cock, speelde Bellas een prominente dubbelrol als Scippio/Aeneas. In Burning City (2025, SOCHA/hetpaleis), een intergenerationele performance over revolutie en gemeenschap, speelde hij mee als performer en muzikant.

## Regie
In 2024 maakte hij zijn regiedebuut met Vier Muren, een theatraal hiphopritueel (co-productie 'theater arsenaal' & 'KAAP'). De voorstelling werd alom geprezen om haar fysieke intensiteit, poëzie en politieke urgentie.

## Muziek
Marios Bellas is ook actief als hiphopartiest. Zijn teksten zijn persoonlijk, maatschappijkritisch en spiritueel. Hij mixt boombap, Griekse samples, spoken word en politieke poëzie tot een uitgesproken stijl.
- In december 2023 verscheen zijn eerste single Brussel.
- In juni 2024 volgde Fuck de Bureaucraten, een aanklacht tegen structureel onrecht.
- In februari 2025 verscheen de single Diep Gaan.
- Zijn debuutalbum Honger kwam uit op 2 maart 2025.

Zijn muziek werd gedraaid op lokale radio, besproken in alternatieve media, underground platforms en hiphopgemeenschappen, en vormt een inhoudelijke verlenging van zijn werk op scène.

### Discografie
| Jaar | Titel                | Type   |
| ---- | -------------------- | ------ |
| 2023 | Brussel              | Single |
| 2024 | Fuck de Bureaucraten | Single |
| 2025 | Honger               | Album  |